# Isabella Holmgren
Isabella Holmgren (Oro-Medonte, 22 maggio 2005) è una ciclista su strada, ciclocrossista e mountain biker canadese, che corre per la Lidl-Trek..

## Palmarès

### Strada
- 2025 (Lidl-Trek, una vittoria)

Durango-Durango Emakumeen Saria

### Altri successi
- 2024 (Lidl-Trek)

Classifica scalatori Tour de l'Avenir femminile

### Ciclocross
- 2022/2023

Campionati panamericani di ciclocross, Gara Elite
Campionati canadesi, Gara under-23
Trofee veldrijden junior
- 2023/2024

Campionati canadesi, Gara Elite

### Mountain biking
- 2023

Campionati del mondo, Cross country Junior
- 2024

Campionati del mondo, Cross country Under-23
Campionati del mondo, Cross country short track Under-23

## Piazzamenti

### Grandi Giri
- Giro d'Italia

2025: 7ª

### Classiche Monumento
- Trofeo Alfredo Binda

2024: ritirata
2025: 8ª
- Sanremo Women

2025: ritirata
- Freccia Vallone

2025: 22ª
- Liegi-Bastogne-Liegi

2025: 8ª

### Competizioni mondiali
- Campionati del mondo su strada

Glasgow 2023 - Gara in linea Junior: 8ª
- Giochi olimpici

Parigi 2024 - Cross country: 17ª
- Campionati del mondo di mountain bike

Glasgow 2023 - Cross country Junior: vincitrice
Vallnord 2024 - Cross country Under-23: vincitrice
Vallnord 2024 - Cross country short track Under-23: vincitrice
- Campionati del mondo ciclocross

Fayetteville 2022 - Gara Junior: 8ª
Hoogerheide 2023 - Gara Junior: vincitrice
Tábor 2024 - Gara under-23: 4ª
Liévin 2025 - Gara under-23: 5ª

### Competizioni continentali
- Campionati panamericani di ciclocross

Garland 2021 - Gara Junior: 3ª
Falmouth 2022 - Gara Junior: 3ª
Missoula 2023 - Gara Elite: vincitrice
Missoula 2024 - Gara Elite: 2ª